# Leopold Jan Kronenberg
Leopold Jan Kronenberg (ur. 14 lutego 1891 w Warszawie, zm. 13 grudnia 1971 w Los Angeles) – polski agronom, posiadacz ziemski, kawalerzysta pochodzenia żydowskiego.

## Biografia
Był synem Leopolda Juliana Kronenberga i Józefiny Reszke, bratem Józefiny Róży Kronenberg – ostatnim z rodu w prostej linii.
Uzyskał wyższe wykształcenie rolnicze.
W czasie I wojny światowej jako ochotnik służył w wojsku rosyjskim, w lejb-gwardyjskich huzarach grodzieńskich, gdzie dosłużył się stopnia porucznika; został odznaczony za męstwo orderem św. Jerzego. W 1916 roku nawiązał kontakt z Komitetem Polskim w Londynie i Polskim Komitetem Narodowym w Paryżu. Po wojnie, w randze porucznika, wstąpił do korpusu generała Dowbor-Muśnickiego. W grudniu 1918 roku powrócił do Polski, gdzie brał udział w powstaniach wielkopolskich i śląskich. W 1921 roku został zdemobilizowany w stopniu rotmistrza Pułku Ułanów Wielkopolskich, a następnie wrócił do swoich dóbr w Wieńcu, otrzymanych od ojca Leopolda w 1919 roku. Tam zajmował się hodowlą koni i prowadzeniem majątku ziemskiego.
Po wybuchu II wojny światowej, wyjechał do Warszawy, gdzie brał udział w jej obronie w charakterze łącznika wojskowego w Komisariacie Cywilnym Obrony Pragi. Po kapitulacji Warszawy, powrócił do Wieńca, skąd w listopadzie tego samego roku został wysiedlony przez Niemców i osadzony w więzieniu we Włocławku, a następnie w Zamościu. Pod koniec 1939 roku uciekł z więzienia i przedostał się do Warszawy. W 1941 roku otrzymał w dzierżawie od Marii Kaczkowskiej ok. 130 ha ziemi w powiecie łowickim (majątek Lubianków), gdzie pracował do lipca 1944 roku. Pracował w konspiracji w Delegaturze Rządu na Kraj, w Państwowym Korpusie Bezpieczeństwa miasta stołecznego Warszawy, Okręg Warszawski Armii Krajowej – Kwatermistrzostwo – Centralny Zapas Koni. Następnie powrócił do stolicy i podczas powstania warszawskiego brał w nim udział jako pracownik PCK.
W marcu 1945 roku powrócił do majątku w Wieńcu i Brzeziu na Kujawach. Na miejscu zastał go proces parcelacji jego dóbr pomiędzy miejscowych chłopów. Pisemną odezwą wezwał miejscową ludność do oddania jego pamiątek rodzinnych. Tydzień później, 24 marca 1945 został aresztowany przez agentów UB i osadzony w więzieniu we Włocławku. Tam 14 maja, w proteście przeciwko osadzeniu i długotrwałemu nierozpatrywaniu jego sprawy rozpoczął głodówkę. Jednocześnie żądał przeniesienia do pojedynczej celi i postawienia go przed sądem. Jego żądania nie zostały spełnione a on sam został zwolniony z więzienia 16 czerwca 1945 roku.
Po zwolnieniu z więzienia zajmował się m.in. tłumaczeniami technicznymi z języka angielskiego. Na przełomie 1946 i 1947 roku wyemigrował do Wielkiej Brytanii, do Londynu, gdzie w 1948 roku ożenił się z Janiną z Byszewskich. Przez pewien okres przebywał w Maroku, by około 1955 roku osiąść w Stanach Zjednoczonych, w Los Angeles.

## Rodzina
Pierwsza żona, Wanda de Montallo Rowton, zginęła w 1939 roku podczas bombardowania Warszawy, w kamienicy przy ul. Moniuszki 2 lub według innych źródeł 6 sierpnia 1944 roku, podczas powstania warszawskiego (tę wersję potwierdza Protokół Ekshumacyjny Krajowego Biura Informacji i Poszukiwań PCK). Podaje się również, że Wanda de Montallo Rowton zginęła w 1943 podczas sowieckiego bombardowania Warszawy. Dzieci – Leopold Wojciech, ps. „Kicki” (1920-1944), żołnierz AK, zginął w listopadzie podczas walk z Niemcami nad Pilicą, zaś Wanda (1922) także zginęła w czasie wojny w 1944 roku.
Druga żona, Janina z d. Byszewska, zmarła w Warszawie, w 1980 roku.

## Dar dla muzeum
Po zakończeniu II wojny światowej majątek rodziny Kronenbergów został rozgrabiony lub uległ zniszczeniu. Część majątku została zdeponowana przez Leopolda jeszcze w 1939 roku w Banku Zachodnim S.A. jako „Zarząd Dóbr i Interesów Barona Leopolda Kronenberga i jego Rodziny”. Depozyt obejmował całość majątku Kronenbergów od majątku ziemskiego po obligacje i akcje bankowe oraz akcje innych towarzystw przemysłowych, rolniczych i ubezpieczeniowych. W 1944, na mocy dekretu PKWN, majątek ziemski został przejęty przez państwo. Pozostała część walorów bankowych znajdowała się w depozycie, który w 1948 roku został przejęty przez Bank Handlowy, a następnie Skarb Państwa. Jeszcze do 1958 roku Leopold Jan Kronenberg starał się o odzyskanie zdeponowanych walorów bankowych.

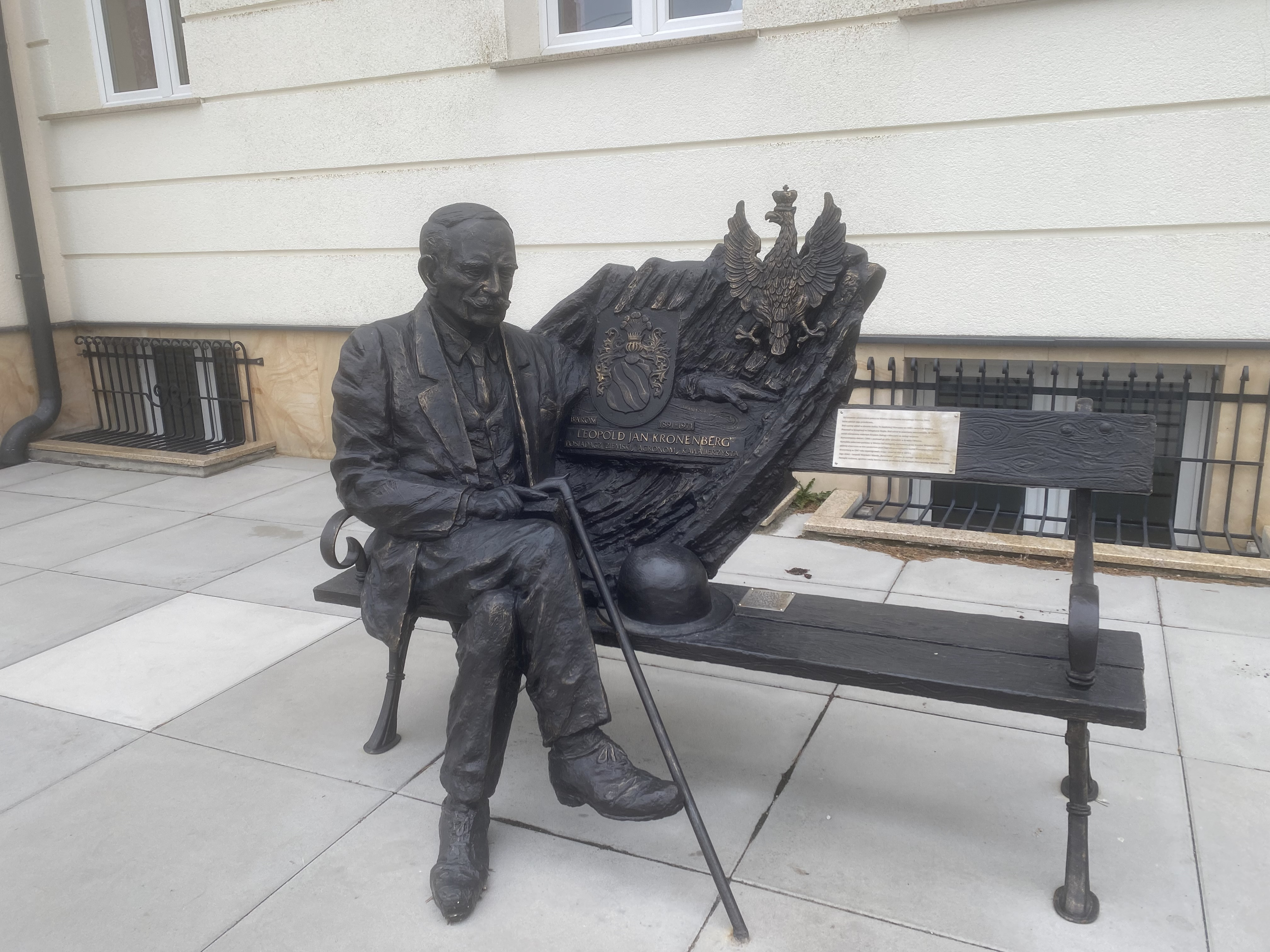
Pomnik Leopolda Jana Kronenberga przed Zakładem Przyrodniczo-Leczniczym uzdrowiska Wieniec Zdrój

Część rodzinnych pamiątek zgromadzona przez Leopolda Kronenberga została wywieziona z kraju i zgromadzona w domu, w Los Angeles. W zbiorach znajdowały się liczne miniatury portretowe, tłoki pieczętne, pierścionki, sygnety, fotografie i dokumenty rodzinne. Całość stanowiła dokumentację działalności rodziny Kronenbergów w Polsce.
Po śmierci Leopolda Kronenberga, zgodnie z ostatnią jego wolą, cały zbiór został przekazany w 1973 roku do Muzeum Historycznego Miasta Warszawy. Muzeum zobowiązało się do skatalogowania zebranych pamiątek oraz do zaprezentowania go publiczności. Zobowiązanie zostało zrealizowane w 1998 roku, a za sprawą Fundacji Bankowej im. L. Kronenberga wydany został katalog zbiorów prezentowany na wystawie „Kronenbergowie”